# Юна Бесс
«Юна Бесс» (англ. Young Bess) — американська історико-біографічна костюмна драма про юні роки життя Єлизавети I, що оповідає в стилі флешбек про її нелегке і нещасливе дитинство і до моменту вступу на престол Англії. У картині в головних ролях знялися відомі актори Джин Сіммонс  і Стюарт Ґрейнджер. Двадцятьма роками раніше Чарльз Лоутон вже грав цього ж персонажа у відомій британській картині «Приватне життя Генріха VIII» (1933). Фільм був знятий на кіностудії «Метро-Голдвін-Майєр» режисером Джорджем Сідні за сценарієм Жана Люстіга і Артура Уімперіса, заснованому на однойменному романі 1944 року - першої частини трилогії англійської письменниці Маргарет Ірвін (1889 -1969) про королеву Єлизавету I.

## Сюжет

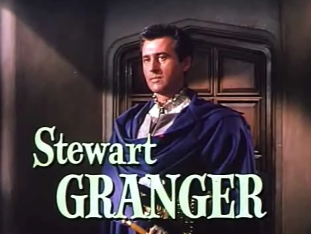
Адмірал флоту Томас

1536. Після страти своєї матері, Ганни Болейн, молода Бесс (майбутня Єлизавета I) заслана своїм батьком, Генріхом VIII, в Хетфілд-хаус, щоб вона не могла претендувати на трон. За нею слідують декілька її відданих слуг.
Проходить кілька років, її батько одружується вшосте (цього разу - в останній) на Катерині Парр. Це переповнює чашу терпіння Єлизавети, але її друг, адмірал лорд Томас Сеймур, вмовляє її не брати поспішних рішень. Дійсно, незабаром Єлизавета та Катерина стають подругами, а сам Генріх VIII вражений напористістю і твердістю своєї дочки.
Король вмирає, і підступний брат Томаса Сеймура, Нед, встановлює протекторат над молодим Едуардом VI, незважаючи на прохання покійного Генріха VIII, щоб опікуном хлопчика став Томас. Нед і Томас ненавидять один одного, і страх першого перед братом зростає з кожною здобутої адміралом морської перемогою.

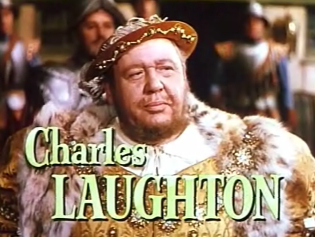
[https://uk.wikipedia.org/w/Генріх VIII (король Англії)

Тим часом Єлизавета розуміє, що любить Томаса, і відмовляється вірити застереженням, що той любить когось іншу, поки одного разу не бачить, як цілуються Томас зі своєю подругою, молодою вдовою Катериною. Нед зробив зусилля, щоб Томас не зміг приєднатися до королівської сім'ї (одружуватися на Катерині), але Єлизавета переконує свого молодшого брата, Едуарда VI (короля Англії де-юре), щоб той видав спеціальний королівський указ, що дозволяє це.
Тепер всі вони живуть в одній резиденції, що дозволяє Єлизаветі непомітно «підбиратися» до Томаса все ближче і ближче, поки одного разу вона не зізнається йому в коханні. Після цього майбутня королева їде назад в Хетфілд-хаус.
Незабаром Катерина хворіє і вмирає. Томас їде до Єлизавети, а Нед заарештовує його, звинувачуючи в державній зраді. Також він намагається зробити співучасницею і Єлизавету. Томас Сеймур страчений, а Єлизавета навіть не встигає побачити його перед смертю...
1558. Єлизавета з честю витримала всі життєві негаразди, переживши молодшого брата Едуарда VI і старшу сестру Марія, і тепер готується вступити на престол Англії. Правити вона буде 45 років, і пізніше епоху її правління історики назвуть «золотим століттям Англії».

## У ролях
- Джин Сіммонс — принцеса Єлизавета
- Стюарт Ґрейнджер — адмірал флоту Томас
- Дебора Керр — Катерина Парр
- Чарльз Лотон — Генріх VIII
- Доун Аддамс — Катерина Говард
- Кетлін Байрон — Енн Сеймур, дружина Неда Сеймура
- Кей Волш — місіс Ешлі
- Ламсден Геар — Томас Кранмер
- Елейн Стюарт — Анна Болейн
- Лестер Меттьюс — Вільям Пейджет
- Гай Роулф — Едуард «Нед» Сеймур
- Сесіл Келлавей — містер Перрі
- Роберт Артур — Барнебі
- Лео Керролл — містер Мамс
- Норма Верден — леді Тайруїтт
- Алан Непіер — Роберт Тайруїтт
- Норін Коркоран — Бесс в дитинстві
- Доріс Ллойд — мати Джек

## Цікаві факти
- У 1933 році Чарльз Лоутон грав ту ж роль Генріха VIII у фільмі «Приватне життя Генріха VIII».
- У 1953-1954 роках фільм номінувався на чотири різних нагороди і виграв одну з них.
- Безнадійно закохана в Томаса Сеймура (Стюарт Грейнджер) Єлизавета (Джин Сіммонс) в реальному житті на момент зйомок була його дружиною.
- У фільмі Бесс регулярно називають «принцеса Єлизавета», але насправді, починаючи з трирічного віку (посилання в Хетфілд-хаус), її іменували тільки «леді Єлизавета».
- Вперше у світовому кінематографі в картині зроблена спроба показати парусні кораблі Генріха VIII, якого вважають «творцем британського військового флоту» - бойові каракка «Мері Роуз» і «Грейт Гаррі».